# Торио Сопра (Пјаченца)
Торио Сопра је насеље у Италији у округу Пјаченца, региону Емилија-Ромања.
Према процени из 2011. у насељу је живело 10 становника. Насеље се налази на надморској висини од 1070 м.